# Atanagildo
Atanagildo (? - 567) foi rei visigótico entre 554 e 567.

## Reinado
O reinado de Atanagildo foi repleto de situações comprometedoras para os visigodos, tendo em vista, inicialmente, que este foi quem possibilitou a chegada e a ocupação dos bizantinos na Hispânia.
Atanagildo chegou ao poder quando resolveu se rebelar contra o rei Ágila I (uma característica visigoda quando ocorria do povo desagradar-se de seu rei, algo que chamou a atenção dos historiadores), iniciando uma guerra civil entre diferentes grupos visigodos, no entanto, atendendo mais à sua conveniência pessoal do que à consideração do futuro, ele estabelece um pacto com o império bizantino – cujas cláusulas são completamente desconhecidas para nós, visto que os últimos reis visigodos ignoraram essas cláusulas –, assim conquistando auxílio bélico.
Em virtude desse tratado realizado por Atanagildo, um grupo expedicionário bizantino fez alguns desembarques no sul para o apoiar que, com esse reforço, acabou apoderando-se do trono. 
Os visigodos aguardaram que o exército Bizantino voltasse para as bases do Norte da África, todavia, não foi isso que aconteceu. Atanagildo tinha um problema para resolver durante o seu reinado, eliminar os bizantinos, algo que resultou em tentativas sem sucesso. Outros grandes problemas enfrentados foram a crise financeira, a relação instável da Hispânia com os francos e as zonas independentes que escapavam do controle dos visigodos. Quanto à sua relação com os francos, Atanagildo agiu da mesma maneira que quase todos os reis visigodos posteriores o farão, tentando, por meio de alianças matrimoniais, conter qualquer ação belicosa. 

## Morte
Logo após a morte do rei Atanagildo (morte natural, que constitui uma novidade na série dos reis góticos até aquele momento), ocorre um interregno de vários meses, onde Liuva I é proclamado seu sucessor.